# Julio Caldiero
Julio César Caldiero (n. Pehuajó, provincia de Buenos Aires, Argentina; 3 de marzo de 1976) es un exfutbolista argentino. Jugaba de defensor y su último equipo fue Argentino de Pehuajó, de la Liga Pehuajense de Fútbol.

## Carrera

### Dock Sud
Caldiero comenzó jugando en Dock Sud en 1996. Convirtió su primer gol el 7 de octubre de 1997, en el único gol del partido entre el Docke y Tristán Suárez. Durante su etapa en Dock Sud, que duró dos años, jugó 64 partidos y convirtió 6 goles.

### Deportivo Italiano
Mientras jugaba en Dock Sud, el Real Valladolid de España (en ese momento jugando en la Primera División) quiso contratarlo, pero finalmente se cayó la transferencia. Terminó siendo contratado por un grupo empresario que lo depositó en Deportivo Italiano, manteniéndose en la Primera B. Convertiría su primer gol con la camiseta del Azzurro tras un año de su llegada en un partido correspondiente a la fecha 8 del Torneo Clausura, en lo que fue goleada por 0-5 sobre Argentino de Quilmes.
En sus 5 años con la camiseta de Deportivo Italiano, el volante pehuajense jugó un total de 171 encuentros y marcó 11 tantos.

### All Boys
Luego de su buen paso por Deportivo Italiano, llegó la oportunidad de jugar en All Boys, equipo importante dentro de la tercera categoría del fútbol argentino. En su temporada como jugador Blanquinegro disputó 30 partidos.

### Coronel Bolognesi
Tendría su primer experiencia internacional en 2004, cuando viajó hacia Perú para jugar con la camiseta de Coronel Bolognesi, al mando de Jorge Sampaoli. En el Bolo jugó la Copa Sudamericana 2004, enfrentando a Alianza Atlético. En total, jugó 46 partidos y convirtió 4 goles.

### Mineros de Guayana
Sus buenos años en Perú lograron que viaje a Venezuela para jugar en Mineros de Guayana. Sin embargo, no logró tener la continuidad que tuvo en Coronel Bolognesi, ya que jugó apenas 7 partidos en la Leyenda del Sur.

### Sportivo Patria
Regresó al fútbol argentino para jugar en Sportivo Patria, participante del Torneo Argentino A. Convirtió su primer gol en el conjunto formoseño el 29 de octubre de 2006 en el empate 1-1 contra Juventud Antoniana. En total jugó 24 partidos y convirtió 3 goles.

### Deportivo Azogues
Caldiero volvió a viajar al exterior, pero esta vez con destino a Ecuador para jugar con Deportivo Azogues, equipo fundado en 2005. En el equipo ecuatoriano apenas disputó 2 partidos, por lo que finalizó su contrato a los 6 meses de su llegada.

### Tres Algarrobos
Su segunda vuelta a la Argentina fue para jugar en Tres Algarrobos, equipo del Torneo Argentino B. Allí jugó 14 partidos y convirtió 3 goles (frente a Racing de Olavarría, dos goles, y El Linqueño).

### Los Andes
El volante dio un gran salto en su carrera, al convertirse en refuerzo de Los Andes, equipo de la Primera B Nacional. Debutó en el Milrayitas el 9 de agosto de 2008 en la derrota por 2-0 contra Defensa y Justicia. Estuvo 6 meses en el club de zona sur, pero tuvo la posibilidad de convertir un tanto en la segunda categoría del fútbol argentino: frente a Instituto (derrota 2-4).

### San Telmo
En 2009 regresó a la Primera B y se convirtió en refuerzo de San Telmo. Durante sus tres años y medio, jugó un total de 114 partidos, convirtiendo un gol.

### Agropecuario
Luego de su paso en San Telmo, Caldiero retornó al Torneo Argentino B. Jugando para Agropecuario, jugó 43 partidos y convirtió un tanto.

### Final de carrera
En 2014 volvió a su ciudad natal, Pehuajó, para jugar en San Martín y Argentino, club donde se retiró en 2018.

## Clubes
| Club                | País                | Año                 | PJ  | Goles | Med. gol. |
| ------------------- | ------------------- | ------------------- | --- | ----- | --------- |
| Dock Sud            | Argentina           | 1996 - 1998         | 64  | 6     | 0,09      |
| Deportivo Italiano  | Argentina           | 1998 - 2003         | 171 | 11    | 0,06      |
| All Boys            | Argentina           | 2003 - 2004         | 30  | 0     | 0,00      |
| Coronel Bolognesi   | Perú                | 2004 - 2005         | 46  | 4     | 0,08      |
| Mineros de Guayana  | Venezuela           | 2006                | 7   | 0     | 0,00      |
| Sportivo Patria     | Argentina           | 2006 - 2007         | 24  | 3     | 0,12      |
| Deportivo Azogues   | Ecuador             | 2007                | 2   | 0     | 0,00      |
| Tres Algarrobos     | Argentina           | 2008                | 14  | 3     | 0,21      |
| Los Andes           | Argentina           | 2008                | 13  | 1     | 0,07      |
| San Telmo           | Argentina           | 2009 - 2012         | 114 | 1     | 0,008     |
| Agropecuario        | Argentina           | 2012 - 2014         | 47  | 2     | 0,04      |
| Argentino (P)       | Argentina           | 2014 - 2016         | ?   | ?     | ?         |
| San Martín (P)      | Argentina           | 2017                | ?   | ?     | ?         |
| Argentino (P)       | Argentina           | 2018                | ?   | ?     | ?         |
| Total en su carrera | Total en su carrera | Total en su carrera | 532 | 31    | 0,05      |